# Louis Payen
Pour les articles homonymes, voir Payen.
Ne doit pas être confondu avec Louis Payen (librettiste).
Accompagné d'un Européen non identifié « à ses ordres », de sept hommes et trois fillettes malgaches, Louis Payen a été l'un des premiers habitants de La Réunion, appelée alors île Bourbon (depuis 1649).
Né à Vitry-le-François vers 1640, établi à Madagascar depuis 1656, il a été  débarqué en 1663, à sa demande, sur Bourbon, île de l'océan Indien redevenue déserte en 1658 ou 1663, soit plusieurs années après les premières installations de groupes de Français expulsés de Madagascar : ceux de Jean Leclerc en 1646 et  Antoine Couillard en 1654.
Auteur d'une Relation du premier voyage de la Compagnie des Indes Orientales en l'Isle de Madagascar ou Dauphine, Urbain Souchu de Rennefort a décrit l'homme comme « bien fait, de douce humeur et sociable ».

## Expérience bourbonnaise

### Départ pour Bourbon
Le Saint-Charles  commandé par le capitaine Kergadiou accoste fin septembre 1663 à Fort-Dauphin pour assurer la relève de la place malgache. Louis Payen souhaitant partir avec quelques amis pour Bourbon afin de s'y installer est reçu par Kergadiou en présence du gouverneur de la place, M. de Champmargou. Son projet est accepté, mais seul un des amis est finalement partant.
Le Saint-Charles arrive en baie de Saint-Paul entre le 10 et le 14 novembre 1663. Les neuf hommes et trois femmes commencent à s'installer au plus près de la côte, à la sortie sud de l'actuelle agglomération de Saint-Paul au lieu-dit la « Grotte des Premiers Français ». 
La cohabitation entre les deux colons et les dix serviteurs malgaches se complique rapidement, les femmes (fillettes) devenant l'objet de convoitises des deux côtés. Les sept Malgaches s'enfuient dans les montagnes avec les trois femmes. Ce seront les premiers fuyards de l'île Bourbon que l'on ne peut pas qualifier de "marrons" car ils n'étaient pas esclaves.

### La vie sur Bourbon
On sait grâce aux mémoires du futur fondateur de Pondichéry, François Martin, que Payen et son compagnon ont échappé avant 1665 à une tentative d'assassinat venant des malgaches. Six soldats envoyés à leurs trousses ne trouvèrent que des cultures qu'ils avaient mises en terre et les détruisirent. C'est le capitaine Kergadiou, lors de son passage sur l'île en 1665, qui prit contact avec les fuyards : les malgaches revinrent sur la côte avec la promesse qu'ils ne seraient pas punis, ce qui fut respecté. 
Pour le reste, il semble que les cultures développées par Louis Payen et son compagnon étaient prospères : en 1664, il aurait troqué de la viande sur pied contre « de l'huile, de l'eau-de-vie, du vinaigre, des poix et des habits » avec les Anglais du Charles, un navire en relâche à Saint-Paul. 
Les deux hommes avaient installé des enclos pour élever les animaux, débroussaillé la terre. "Ils avaient, devant leur case bâtie à la chute d'une belle fontaine qui tombe en nappe d'eau au milieu d'un grand rocher, des plantages de tabac à qui ils savaient donner toutes les façons, de racines et d'herbes potagères dont ils avaient porté des graines et ils nourrissaient dans un enclos quantité de cochons et de cabris." Ce récit détaillé, on le doit à un voyageur embarqué sur l'un des quatre navires qui avaient quitté Brest pour l'océan indien en 1665. 
Deux couples se formèrent parmi les "marrons" de Bourbon : Marie Caze avec Jean Mousse et Marguerite Caze avec Étienne Lambouquiti. 
Le premier enfant de Marie Case est né sur l'île en avril 1668 : Anne Mousse, première femme née à La Réunion surnommée la grand-mère des Réunionnais.

## Retour en France métropolitaine
L'arrivée à Bourbon de trois navires français en juillet 1665 et le débarquement des colons d'Étienne Regnault, amène finalement Louis Payen à entreprendre un retour en France métropolitaine. Le 16 février 1666, depuis Fort-Dauphin, il accorde « aux Ordres du Roy la souveraineté du pays » contre une juste rétribution. Le 20, il s'embarque à bord de La Vierge-de-bon-Port à destination de la France.
Alors qu'il traverse la Manche, son navire est coulé par les Anglais. Ces derniers se saisissent de sa personne et de ses biens. Il est emprisonné pendant une durée indéterminée mais parvient tout de même à regagner son pays d'origine dans la Marne, à Vitry-le-François où il devient ermite.

## Postérité
Un lycée public de Saint-Paul (où il a débarqué) porte aujourd'hui son nom. L'architecte lui a donné une forme de bateau.